# Tatranská Magistrála

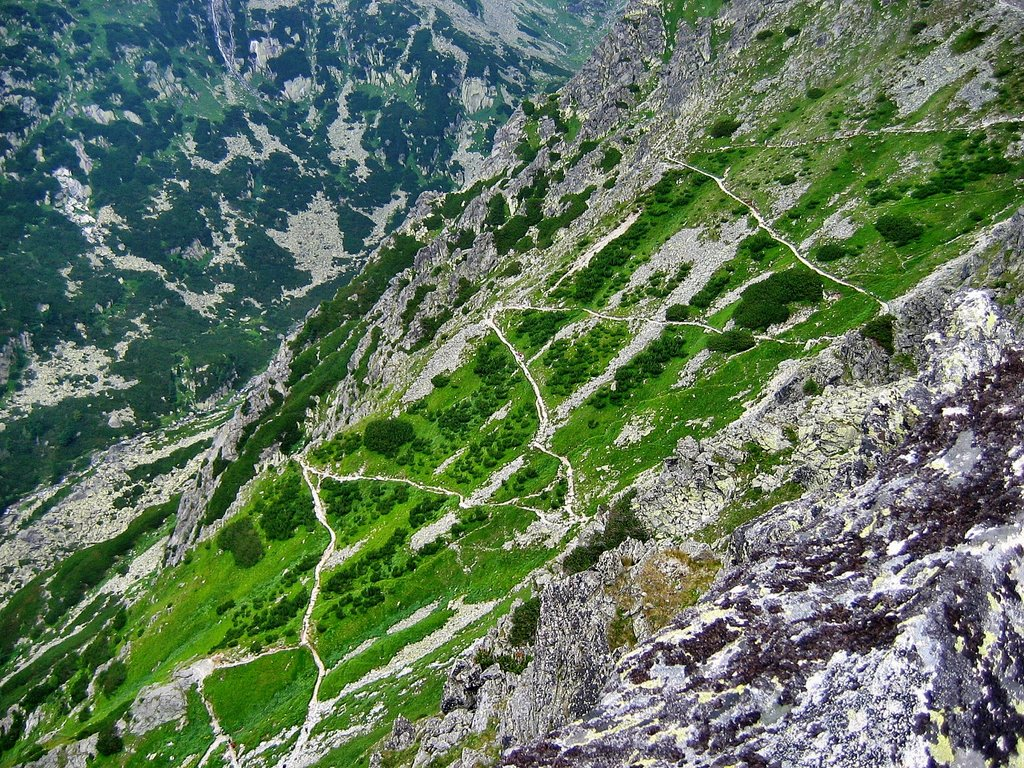

De Tatranská Magistrála is een gemarkeerd langeafstandswandelpad door de Hoge Tatra en Nationaal park Tatra in Slowakije. Het wandelpad is ongeveer 73 kilometer lang en loopt van Jalovec tot aan het bergmeer Veľké Biele pleso. Het parcours loopt van 815 meter hoogte tot 2045 meter hoogte.